# Кристал-Фоллс (Мічиган)
Кристал-Фоллс (англ. Crystal Falls) — місто (англ. city) в США, в окрузі Айрон штату Мічиган. Населення — 1598 осіб (2020).

## Географія
Кристал-Фоллс розташований за координатами 46°5′25″ пн. ш. 88°19′17″ зх. д. / 46.09028° пн. ш. 88.32139° зх. д. (46.090199, -88.321439).  За даними Бюро перепису населення США в 2010 році місто мало площу 9,37 км², з яких 9,00 км² — суходіл та 0,38 км² — водойми.

### Клімат
| Клімат : Кристал-Фоллс                                                                           | Клімат : Кристал-Фоллс | Клімат : Кристал-Фоллс | Клімат : Кристал-Фоллс | Клімат : Кристал-Фоллс | Клімат : Кристал-Фоллс | Клімат : Кристал-Фоллс | Клімат : Кристал-Фоллс | Клімат : Кристал-Фоллс | Клімат : Кристал-Фоллс | Клімат : Кристал-Фоллс | Клімат : Кристал-Фоллс | Клімат : Кристал-Фоллс | Клімат : Кристал-Фоллс |
| Показник                                                                                         | Січ.                   | Лют.                   | Бер.                   | Квіт.                  | Трав.                  | Черв.                  | Лип.                   | Серп.                  | Вер.                   | Жовт.                  | Лист.                  | Груд.                  | Рік                    |
| Середній максимум, °C                                                                            | −6,2                   | −3,2                   | 2,5                    | 10,3                   | 18,8                   | 23,3                   | 25,9                   | 24,4                   | 19,0                   | 12,1                   | 3,0                    | −3,8                   | 10,5                   |
| Середній мінімум, °C                                                                             | −18,9                  | −17,2                  | −11                    | −3,3                   | 3,1                    | 8,3                    | 10,9                   | 10,2                   | 5,5                    | 0,2                    | −6,2                   | −14,2                  | −2,7                   |
| Норма опадів, мм                                                                                 | 31                     | 21                     | 45                     | 55                     | 74                     | 98                     | 91                     | 91                     | 93                     | 68                     | 51                     | 34                     | 753                    |
| ------------------------------------------------------------------------------------------------ | ---------------------- | ---------------------- | ---------------------- | ---------------------- | ---------------------- | ---------------------- | ---------------------- | ---------------------- | ---------------------- | ---------------------- | ---------------------- | ---------------------- | ---------------------- |
| Джерело: "Climatography of the United States," National Climatic Data Center (www.ncdc.noaa.gov) |                        |                        |                        |                        |                        |                        |                        |                        |                        |                        |                        |                        |                        |

## Демографія
Згідно з переписом 2010 року, у місті мешкало 1469 осіб у 700 домогосподарствах у складі 402 родин. Густота населення становила 157 осіб/км².  Було 893 помешкання (95/км²).
Расовий склад населення:
| - 96,9 % — білих - 0,7 % — корінних американців - 0,2 % — чорних або афроамериканців - 0,2 % — азіатів |

До двох чи більше рас належало 1,8 %. Частка іспаномовних становила 1,0 % від усіх жителів.
За віковим діапазоном населення розподілялося таким чином: 19,7 % — особи молодші 18 років, 57,8 % — особи у віці 18—64 років, 22,5 % — особи у віці 65 років та старші. Медіана віку мешканця становила 48,3 року. На 100 осіб жіночої статі у місті припадало 97,4 чоловіків;  на 100 жінок у віці від 18 років та старших — 93,6 чоловіків також старших 18 років.
Середній дохід на одне домашнє господарство  становив 44 187 доларів США (медіана — 34 609), а середній дохід на одну сім'ю — 55 405 доларів (медіана — 46 184). За межею бідності перебувало 16,9 % осіб, у тому числі 22,7 % дітей у віці до 18 років та 6,8 % осіб у віці 65 років та старших.
Цивільне працевлаштоване населення становило 683 особи. Основні галузі зайнятості: освіта, охорона здоров'я та соціальна допомога — 24,0 %, роздрібна торгівля — 15,2 %, виробництво — 11,3 %, мистецтво, розваги та відпочинок — 8,6 %.